# Al Día
Al Día, anteriormente conocido como 13 Noticias, es el programa informativo de la cadena de televisión de España TRECE.

## Historia

### Comienzo
Los informativos de 13 TV comenzaron su andadura el 29 de noviembre de 2010 bajo el nombre de 13 Noticias con dos ediciones diarias. Raquel Caldas presentaba la de las 14:00 horas, mientras que Miguel Martín Bordoy conducía las noticias más destacadas del día a las 20:00 horas. En ambos espacios tenían cabida los deportes de la mano del periodista Ricardo Altable y la información meteorológica con Elena Miñambres.

### Cambios en los informativos
El  4 de julio de 2011, 13 TV renovó sus informativos, que pasaron a ser conducidos por Alfonso Merlos y María Rodríguez-Vico. Además, 13 Noticias pasó a emitir una sola edición -la de las 20:30 horas- de lunes a viernes.
El formato pasó a constar de dos partes, un bloque de resumen de la actualidad y otro de debate sobre la misma. Así, el programa combinaba la información y el análisis de los temas centrales del día con la opinión de los expertos y entrevistados más destacados. Además, los informativos se reforzaron con encuestas, reportajes, editoriales, entrevistas, opiniones a través de las redes sociales, etcétera.

### Nueva etapa
El 19 de septiembre de 2011, 13 TV cambió 13 Noticias por Al Día, dando una denominación más personalizada y diferenciada a sus informativos. Aun así, los presentadores Alfonso Merlos y María Rodríguez-Vico continuaron al frente del informativo y se mantuvo el formato dividido en dos bloques: el de información y el de debate. Además, los viernes, al no emitirse el programa de debate El cascabel, los informativos se veían alargados una hora, ya que incluían una tertulia política en la fase final del programa. Así, este día de la semana los informativos finalizaban a las 23:00 horas.
Tras la buena acogida de los informativos de 13 TV, la cadena puso en marcha el 16 de enero de 2012 Al Día: Primera edición, presentado por Víctor Arribas e Inmaculada Galván. Esta edición comenzó a emitirse de lunes a viernes, a las 13:30 horas. Por lo tanto, los informativos pasaron a tener dos ediciones.
Durante los meses de julio y agosto de 2012, fueron José Luis Pérez y Marisa Páramo los que tomaron el relevo de los presentadores habituales en los informativos.
Desde el 10 de septiembre de 2012, la primera edición de Al Día, emitida a las 14:00 horas (14:30 desde el 11 de febrero de 2013), pasó a ser presentada por Alfonso Merlos y María Rodríguez-Vico; y la segunda edición, emitida a las 20:30 horas, por Alfonso Merlos y Marisa Páramo. Aun así, Marisa Páramo había presentado también la primera edición de los informativos durante las ausencias de María Rodríguez-Vico. Por su parte, Ricardo Altable volvió a los informativos para destacar las noticias y opiniones en el bloque de debate de los informativos.
El 4 de marzo de 2013, 13 TV incorporó a sus informativos a Joseba Larrañaga, Paco González y José Luis Corrochano, los cuales se encargaron de presentar, durante algún tiempo, la sección deportiva en el informativo Al Día que conducían Alfonso Merlos y Marisa Páramo.
Durante el meses de agosto de 2013, Carlos Cuesta y Marian Viñas tomaron el relevo de los presentadores habituales en los informativos. En 2014, la presentadora volvió a ponerse al frente de los informativos, aunque esta vez con José Luis Pérez.

### Nueva revolución en los informativos
Tras el cierre de nueve canales de televisión y la pulsión de 13 TV por conseguir su propia licencia de emisión, el canal de la Conferencia Episcopal empezó a plantear cambios en su programación, entre ellos, aspirar a que sus informativos fueran una referencia entre los espectadores más conservadores y que, por tanto, pudieran competir contra otros como Noticias Cuatro y La Sexta Noticias. De este modo, a finales de julio de 2014 se especuló con la posibilidad de que la cadena estuviera en negociaciones con Alfredo Urdaci para dirigir los servicios informativos y presentar la segunda edición de Al Día. hecho que se confirmó poco después.
Con la llegada de Alfredo Urdaci a 13 TV, se inició una serie de cambios en lo que a estilo, imagen corporativa, decorados y estilo de los informativos. No obstante, el equipo se mantuvo y llegaron nuevos rostros, como María Pelayo, Felipe del Campo o Marc Redondo. Esta etapa se inició el 8 de septiembre de 2014.

### Temporada 2017-2018
Con la temporada 2017-2018 Al Día se renovó y José Luis Pérez asumió su dirección tanto en la edición de la mañana como en la de la noche. El informativo se centra en esta nueva etapa en 4 grandes noticias del día, a las que se aproxima desde varios frentes y con explicaciones de los periodistas en directo. Marc Redondo continúa con la información meteorológica del canal. 
Por su parte, desde el 3 de septiembre de 2018, Raquel Caldas vuelve a los informativos en su emisión de mediodía,  mientras que José Luis Pérez se mantiene en la versión de la noche.

## Ediciones

### Al Día: Primera edición
Esta edición, presentada por Nazaret García Jara, comienza a las 14:00 horas e incluye la información meteorológica

### El mapa del tiempo
Marta de Pedro es la meteoróloga responsable del espacio dedicado a la previsión del tiempo en 13 TV. Además, en este espacio suelen informar sobre otros temas científicos y otros relacionados con el tiempo (alergias, gripes, resfriados, cómo afectan los fenómenos atmosféricos, etcétera, además de algunos consejos). Se emite de lunes a viernes al final de cada informativo.

### El Cascabel Avance
Noticiario especial antes del programa estrella de la cadena, con duración de 20 minutos (de 22:00 a 22:20), presentado por José Luis Pérez Gómez. Se suprimió en septiembre de 2021.

## Presentadores

### Presentadores actuales
- José Luis Pérez (2017-) segunda edición (Trece al día)
- Inma Mansilla (2021-¿?) segunda edición (Trece al Día)
- Nazaret García Jara (2021-) primera edición
- Juan Andrés Rubert (2018-¿?) edición fin de semana Primera Edición
- Daniel Cifuentes (2021-¿?) edición fin de semana Segunda Edición

### Antiguos presentadores de 13 Noticias / Al Día
- María Pelayo (2014-2017) - Al Día: Primera Edición.
- Ricardo Altable ( 2015-2017) - Al Día: Primera Edición.
- Alfredo Urdaci (2014-2017) - Al Día: Segunda Edición.
- María Rodríguez-Vico (2010-2017) - Al Día: Segunda Edición.

- Raquel Caldas (2010-2011) - 13 Noticias: Primera edición.
- Miguel Martín Bordoy (2010-2011) - 13 Noticias: Segunda edición.
- Alfonso Merlos (2011-2014) - 13 Noticias /Al Día: Primera edición (anteriormente presentaba ambas ediciones).
- Víctor Arribas (2012) - Al Día: Primera edición.
- Inmaculada Galván (2012) - Al Día: Primera edición.
- Marisa Páramo (2012-2014) - Al Día: Primera edición. (anteriormente presentaba ambas ediciones).
- José Luis Pérez (2013-2014) - Al Día: Segunda edición (anteriormente presentaba ambas ediciones durante el período vacacional).
- Carlos Cuesta (2013) - Al Día (ambas ediciones durante el período vacacional).
- Ricardo Altable (2010-2011), (2014-)- Al Día (ambas ediciones durante el período vacacional).

### Lista de presentadores de los deportes
- David Oller (2018-¿?)

#### Antiguos
- Felipe del Campo (2014-2017)
- Ricardo Altable (2010-2011)
- Santi Burgoa (2014-2017)
- David Alemán (2014)
- Rodrigo González (2014)
- Joseba Larrañaga (2013)
- Paco González (2013)
- José Luis Corrochano (2013)
- Juan Antonio Alcalá (2018)

### Lista de presentadores de la sección meteorológica
- Marc Redondo (2014-2017)
- Paola Sánchez (Sustituta) (2014-2017)
- Sara Valle (2017-2020)
- Inma Mansilla (2021)
- Marta De Pedro (2021-¿?)

#### Antiguos
- Elena Miñambres (2010-2014)